# Екосексуал
Екосексуáл (англ. ecosexual) — неологізм, що позначає людину із загостреною екологічною свідомістю, котра веде особливий спосіб життя, що передбачає відповідальне ставлення до навколишнього середовища в повсякденній діяльності.
Її заснували Елізабет Стівенс та Енні Спрінкл, які називають себе «двома закоханими екосексуальними художницями», чий маніфест — зробити екологічний активізм «більш сексуальним, веселим та різноманітним». Сексологія використовує абсурдистський гумор, перформанс та секс-позитив, що, за словами Стівенс, «може створити нові форми знання, які потенційно можуть змінити майбутнє, задовольняючи наше бажання, щоб Земля функціонувала з якомога більшою кількістю різноманітних, недоторканих та квітучих екологічних систем». Подружжя займається просвітницькою діяльністю, такими заходами, як симпозіум з екосексу, та активізмом, наприклад, захистом Аппалачів від зняття гірських вершин.
Спочатку термін «екосексуал» застосовувався щодо людей, які обирають своїх супутників життя (і сексуальних партнерів), ґрунтуючись на їх прихильності «зеленим» поглядам. Один із прикладів — сайти знайомств «зелених» (напр. greensingles.com та ewsingles.com). В даний час розглядається в ширшому значенні. Часто асоціюється зі стилем життя, як веганізм і вегетаріанство. На відміну від звичайних прихильників захисту навколишнього середовища, екосексуалізм — це великою мірою і fashion-течія, прихильники якої підтримують природоохоронну діяльність деяких зірок шоу-бізнесу (наприклад, Bono) та інших відомих особистостей як (Альберт Гор).
Типовими для екосексуалів діями є:
- придбання їжі без консервантів (бажано виробленої компаніями, що здійснюють внесок у захист навколишнього середовища і використовують при виробництві чисті та енергозберігаючі технології);
- носіння екологічно чистого одягу;
- переробка сміття (сортування побутових відходів, здача макулатури та металобрухту і т. Д.);
- по можливості користування ромадським транспортом, автомобілем з гібридним двигуном або велосипедом (з метою скоротити викиди CO2 в атмосферу);
- відмова від використання пластикових пакетів і одноразового пластикового посуду;
- дбайливе користування водою і електроенергією;
- пропаганда екологічно відповідального способу життя;
- будівництво «зелених» будинків.

Існує також радикальний прояв екосекуальності, яке називається секс-екологія.